# Wilhelmina der Nederlanden
Wilhelmina Helena Pauline Maria (Den Haag, 31 augustus 1880 – Apeldoorn, 28 november 1962), Prinses der Nederlanden (1880-1890, 1948-1962), Prinses van Oranje-Nassau en Hertogin van Mecklenburg (1901-1962), was van 23 november 1890 tot 4 september 1948 koningin der Nederlanden en regeerde onder de naam Wilhelmina. Zij trouwde met haar (achter)achterneef (in de 7de graad) Hendrik van Mecklenburg-Schwerin. Uit dit huwelijk werd een dochter geboren: Juliana.
Wilhelmina was het enige kind uit het huwelijk van koning Willem III der Nederlanden en koningin Emma. Van 1890 tot haar achttiende verjaardag in 1898 was haar moeder regentes. Tijdens de Tweede Wereldoorlog week zij uit naar Engeland. Wegens gezondheidsproblemen van Wilhelmina was kroonprinses Juliana, in 1947 en 1948, voor in totaal 157 dagen regentes. Wilhelmina was bijna 58 jaar lang koningin der Nederlanden, maar feitelijk regeerde zij iets korter dan vijftig jaar. Desondanks is zij met afstand het langstzittende Nederlandse staatshoofd ooit.

## Jeugd

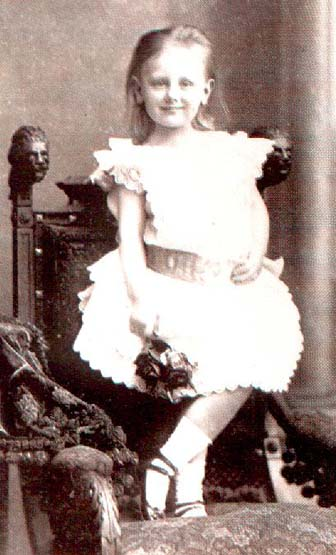
Prinses Wilhelmina in 1885.

Wilhelmina werd op 31 augustus 1880 om 18.00 uur geboren op Paleis Noordeinde in Den Haag. Zij was het enige kind uit het huwelijk van koning Willem III der Nederlanden en zijn tweede echtgenote Emma van Waldeck-Pyrmont. Ter gelegenheid van de geboorte werden militaire parades gehouden en klonken 51 saluutschoten.
Haar officiële namen waren:
- Wilhelmina, de vrouwelijke vorm van de traditionele Oranje-voornaam Willem
- Helena, naar Helena van Waldeck-Pyrmont, een zus van koningin Emma
- Pauline, naar Pauline van Waldeck-Pyrmont, een zus van koningin Emma
- Maria, naar Maria van Waldeck-Pyrmont, een zus van koningin Emma[1]

In de eerste maanden van haar leven werd zij door haar ouders Paulientje genoemd. Uiteindelijk schakelden ze over op Wilhelmina.
De doop vond plaats op 12 oktober 1880 in de Willemskerk te Den Haag door dominee Cornelis Eliza van Koetsveld. De kleine Wilhelmina droeg een witte doopjurk van Brussels kant, waarin al haar opvolgsters en ook koning Willem-Alexander zijn gedoopt. Haar moeder hield de baby ten doop. Onder de aanwezigen waren de 83-jarige oudoom prins Frederik van Oranje-Nassau, oom en tante groothertog Karel Alexander van Saksen-Weimar-Eisenach en groothertogin Sophie, en de grootvader van moederskant vorst George Victor van Waldeck-Pyrmont.
Van haar drie oudere halfbroers uit haar vaders eerste huwelijk met Sophie van Württemberg leefde bij haar geboorte alleen nog prins Alexander van Oranje-Nassau. Hij was zo verbolgen over zijn vaders tweede huwelijk (hij sloot op de dag van de huwelijkssluiting de luiken van zijn paleis), dat hij weigerde zijn halfzusje te zien. Hij stierf toen zij vier jaar oud was. Hierdoor werd Wilhelmina de vermoedelijke troonopvolgster. Zij was er pas zeker van dat zij daadwerkelijk haar vader ging opvolgen, toen die op 23 november 1890 stierf zonder een zoon nagelaten te hebben. Volgens de toenmalige Grondwet gingen mannelijke nakomelingen voor op vrouwelijke. Bij zijn overlijden werd de tienjarige Wilhelmina automatisch koningin.
Tot haar achttiende verjaardag nam haar moeder Emma als regentes het koningschap waar. In het Groothertogdom Luxemburg waren volgens de afgesloten erfstellingsovereenkomst alleen mannelijke afstammelingen uit het huis Nassau erfgerechtigd. De groothertogelijke kroon ging daar over op een ver familielid uit het Huis Nassau, Adolf, hoofd van de Walramse tak van Nassau.

## Begin van koningschap

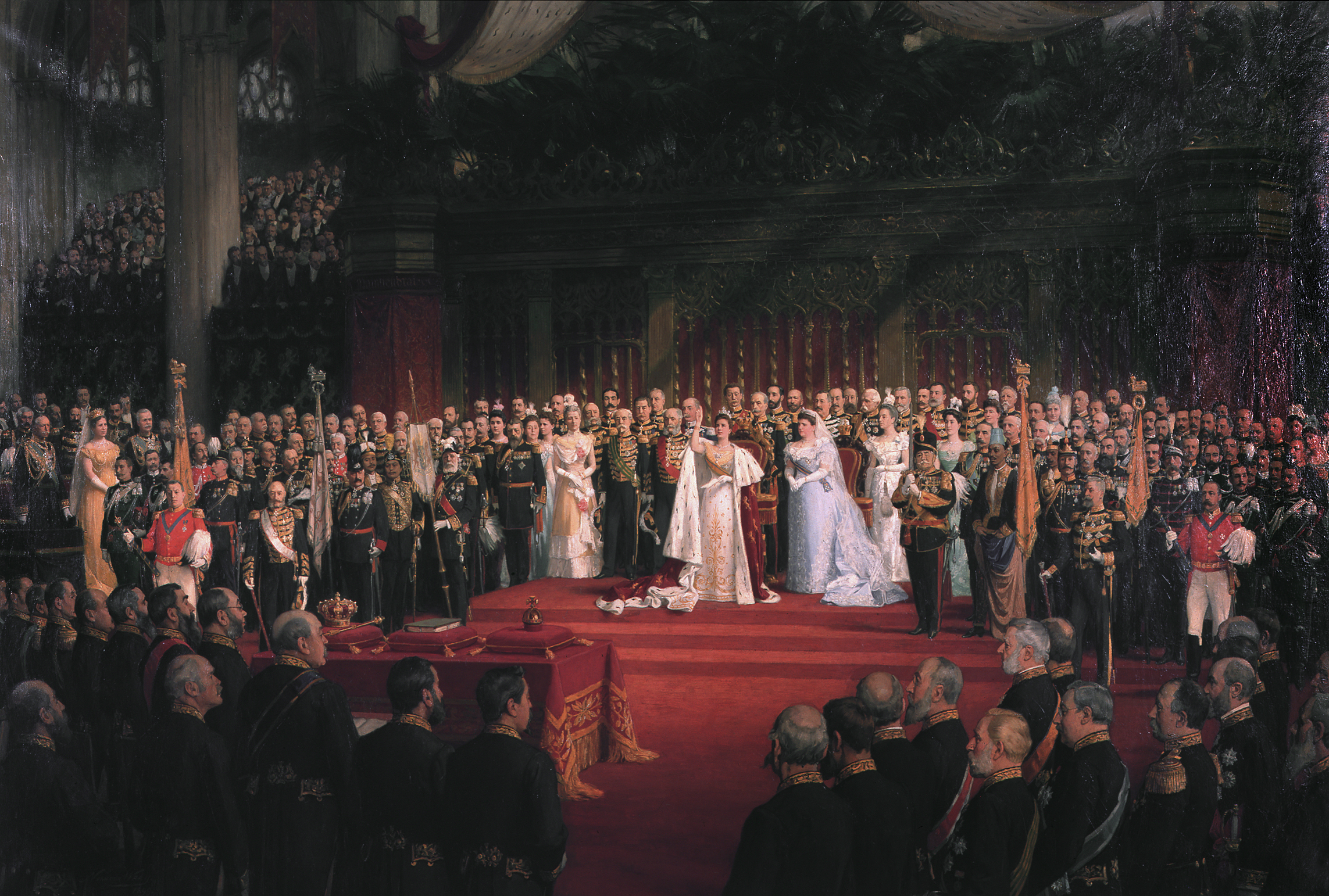
De inhuldiging van koningin Wilhelmina in 1898

Op 6 september 1898 werd Wilhelmina ingehuldigd in de Nieuwe Kerk in Amsterdam. Aansluitend aan de inhuldiging kwam Wilhelmina met de stoet weer naar buiten; hiervan maakte de beroemde circusdirecteur Oscar Carré een filmopname, die hij kort daarna in zijn circus vertoonde en die tot de oudste Nederlandse filmbeelden behoort.
Twee jaar na haar inhuldiging werd aan een Nederlands marineschip, Hr.Ms. Gelderland, opdracht gegeven naar Portugees-Oost-Afrika te varen om daar Paul Kruger, president van het verslagen Transvaal, te evacueren naar Marseille. Dit gebaar (met stilzwijgende instemming van de Britten), leverde haar veel goodwill op in Europa, hoewel zij niet meer deed dan ingaan op een voorstel van minister van Buitenlandse Zaken De Beaufort. De talrijke loftuitingen aan haar adres hadden daarom niet echt haar instemming. "Nooit heb ik zulk eene overdreven beweging gezien", oordeelde zij.

## Huwelijk

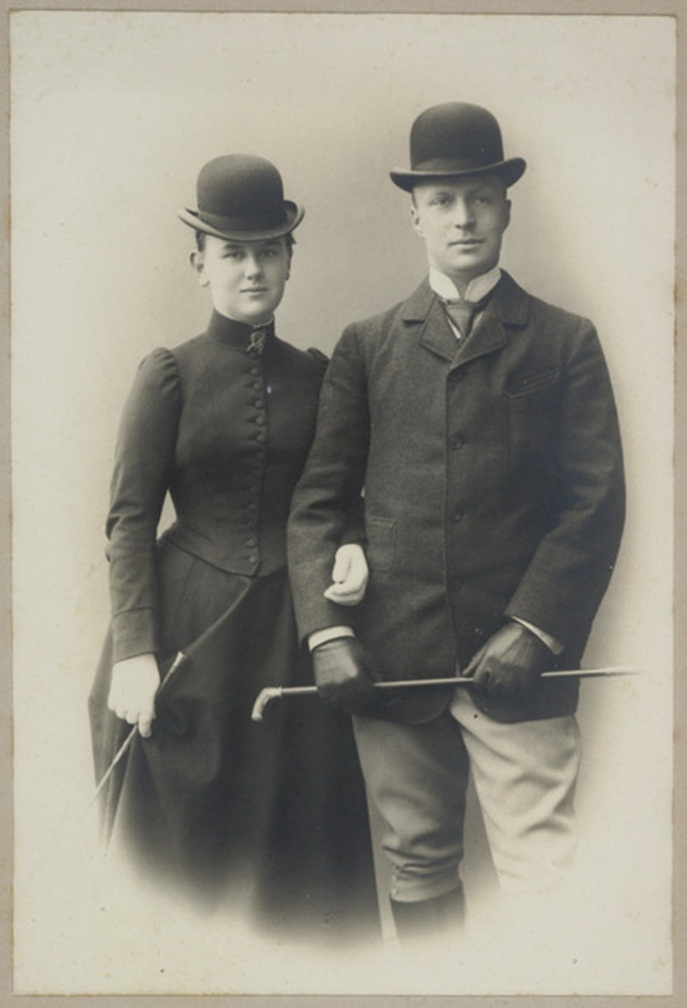
Foto van Wilhelmina en Hendrik van 17 oktober 1900, een dag na de bekendmaking van de verloving.

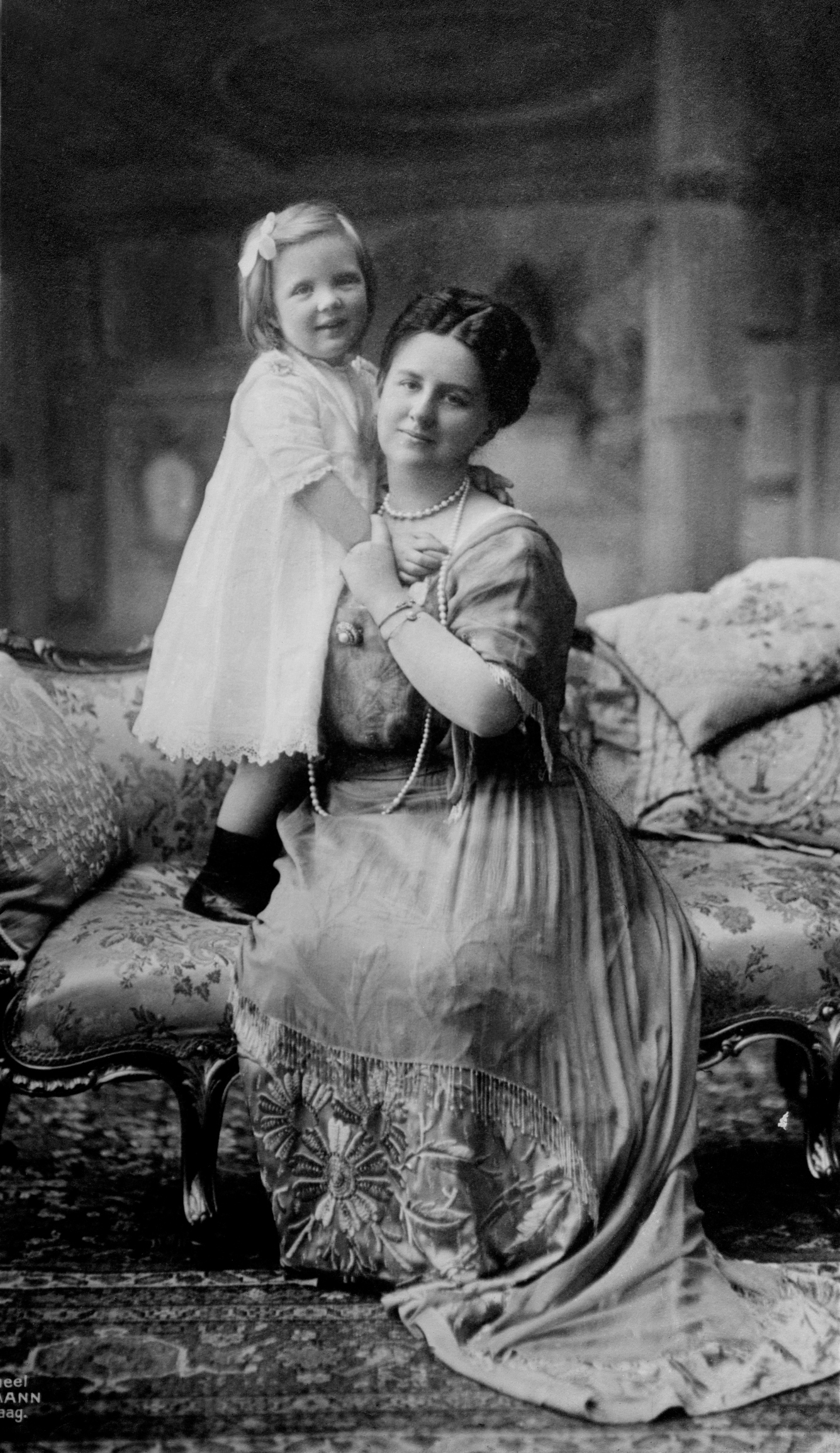
Wilhelmina met Juliana, circa 1914.

Er werd gezocht naar een echtgenoot voor de jonge koningin. Britse kandidaten vielen af vanwege de Boerenoorlog. “Aber nur ein Deutscher Prinz darf sie bekommen”, schreef de Duitse keizer Wilhelm II in de kantlijnen van een diplomatiek ambtsbericht.
Koningin-moeder Emma reisde in mei 1900 met haar dochter naar het Slot Schwarzburg in Thüringen. Daar waren ontmoetingen gearrangeerd met drie kandidaten. Friedrich Wilhelm van Pruisen, kleinzoon van prinses Marianne, was door de Duitse keizer naar voren geschoven en de twee broers van Mecklenburg-Schwerin, zonen van groothertog Frederik Frans II van Mecklenburg-Schwerin, waren geselecteerd uit de Almanach de Gotha. Van de broers kwam alleen Heinrich opdagen. Moeder en dochter kozen voor hertog Heinrich zu Mecklenburg-Schwerin. Op 16 oktober werd de verloving bekendgemaakt. Wilhelmina en Heinrich waren familie van elkaar. Wilhelmina's overgrootouders waren de betovergrootouders van Heinrich: de Russische tsaar Paul I en diens echtgenote Maria Fjodorovna.
Op 7 februari 1901 vond het huwelijk plaats. Heinrich heette vanaf die dag Hendrik. Volgens de toenmalige regels had Wilhelmina als vrouw de naam van haar man moeten aannemen. Er zou dan een nieuwe dynastie op de troon komen, het huis Mecklenburg-Schwerin. Dat lag uiteraard gevoelig in Nederland. Koningin Emma en de Nederlandse ministerraad stelden daarom voor om de naam Oranje-Mecklenburg te gebruiken. De naam Oranje mocht namelijk wel via de vrouwelijke lijn doorgegeven worden. Voor de naam Nassau lag dat anders. Alleen de laatst overgebleven erfdochter kon de naam Nassau doorgeven aan haar man en kinderen.  Maar hier kon geen beroep op worden gedaan, want er waren nog mannelijke leden van de familie Nassau in leven. De meest stamverwante tak van de familie Nassau regeerde in Luxemburg. Na overleg met het familiehoofd van de Luxemburgse tak, Groothertog Adolf van Luxemburg, kregen Emma en Wilhelmina toestemming om de naam Oranje-Nassau te gebruiken.
Op 9 november 1901 kreeg Wilhelmina haar eerste miskraam. In maart 1902 werd bekendgemaakt dat de koningin opnieuw zwanger was en in april kwam het bericht dat zij ernstig ziek was. Het bleek tyfus te zijn. Begin mei kreeg Wilhelmina na 4½ maand zwangerschap weer een miskraam en de situatie werd even levensbedreigend genoemd. Wilhelmina was de laatste Oranjetelg en indien zij zou overlijden, zou de troon naar een Duitser gaan, Wilhelmina's achterneef Willem Ernst, groothertog van Saksen-Weimar-Eisenach, een kleinzoon van Wilhelmina's tante Sophie. In het verloop van de maand mei verbeterde haar gezondheidstoestand en om volledig te herstellen ging zij naar Schaumburg. Op Prinsjesdag 1902 verscheen Wilhelmina voor het eerst weer in het openbaar. Op 23 juli 1906 volgde een derde miskraam.
Tevens ontsnapten zowel koningin als prins op 26 februari 1908 nog maar net aan een verkeersongeval. Prins Hendrik mende een open rijtuig dat door een tram aangereden werd op de hoek van de Parkstraat en de Oranjestraat in Den Haag. Het rijtuig verloor drie wielen, maar paarden en inzittenden bleven ongedeerd. Eind 1908 werd opnieuw een zwangerschap van de koningin bekendgemaakt door de voorzitter van de ministerraad Theo Heemskerk en op 30 april 1909 werd een kind geboren, de latere koningin Juliana.

## Peetkinderen
Wilhelmina had twee peetkinderen, beiden werden geboren tijdens de stormvloed van 1916, Wilhelmina Lijsje van Riel in Marken en Wilhelmina Aartje Vedder in Spakenburg.

## Godsdienst
Wilhelmina was een meelevend lid van de Nederlandse Hervormde Kerk. Ze nam in 1905 het initiatief tot de oprichting van de Vereniging voor Volkszanguitvoeringen, die in volksbuurten wilde evangeliseren door het lied. Ze steunde de stichting van de Wereldzendingsbeweging (1910) en de Wereldraad van Kerken (1948). Frank Thomas, de oprichter van de Société évangélique de Genève, bewonderde ze zeer. Abraham Kuyper, die met de Doleantie de Hervormde Kerk had verlaten, vond ze een "scheurmaker".
Eind jaren dertig sloot zij zich aan bij de Oxford-Groep van de lutherse dominee Frank Buchman. Het doel was om door middel van geestelijke herbewapening tegenwicht te bieden aan de militaire herbewapening in die periode. In drie radiotoespraken, die grote weerklank vonden, besteedde ze hier aandacht aan.
Wilhelmina was vijfendertig jaar onder invloed van Sadhoe Sundar Singh, een goeroe uit het toenmalige Brits-Indië, die behoorde tot de sekte van de Sikhs, maar zich tot het christendom bekeerd had.

## Feitelijk koningschap
Wilhelmina maakte van haar bevoegdheden als koningin nadrukkelijk gebruik. Hoewel zij wist waar haar grenzen lagen, respecteerde zij die met tegenzin. Wilhelmina had een duidelijke protestants-christelijke achtergrond. Zij hechtte, vanuit de Oranjetraditie, belang aan een sterke krijgsmacht. Daarnaast hield zij ook niet van politiek gekissebis en had zij niet veel op met de politici van haar tijd, wat vaak tot conflicten leidde met haar ministers.
Vanuit die achtergrond stoorde zij zich aan het kabinet-De Meester, een zwak liberaal minderheidskabinet, dat gedoogsteun kreeg van de SDAP. De begroting van het ministerie van Oorlog werd in zowel 1906 en 1907 verworpen. Daarop viel het kabinet in december 1907. Dat gaf Wilhelmina de ruimte om haar stempel op de volgende formatie te drukken. Abraham Kuyper was bij de ARP de sterke man en de voor de hand liggende formateur, maar riep bij Wilhelmina en de andere partijen weerstand op. Wilhelmina wilde een gematigde koers, een sterke landsverdediging en had een hekel aan Kuyper. Theo Heemskerk, de tweede man in de ARP, kreeg van Wilhelmina de opdracht om een kabinet te formeren, waarbij Kuyper, tot diens ergernis, werd gepasseerd.
Wilhelmina steunde de Verenigde Staten en Groot-Brittannië in een conflict over Mexicaanse olievelden.
Nadat de grote mogendheden Den Haag aanwezen als vestigingsplek voor het Vredespaleis, bood de negentienjarige koningin een van haar paleizen aan als plaats waar de landen hun geschillen vreedzaam konden bijleggen, door deze voor te leggen aan het Permanent Hof van Arbitrage. Zij bood een galadiner aan bij de afsluiting van de eerste Haagse Vredesconferentie. Zij zag weinig in deze initiatieven – Nederland was immers een neutraal land – en hechtte meer aan een sterke defensie. Daarover kwam ze in conflict met de achtereenvolgende ministerraden, die toentertijd streefden naar een volksleger.

## Vermogen
Wilhelmina erfde van haar in 1884 overleden halfbroer Alexander twee miljoen gulden en van haar vader ruim 6,9 miljoen gulden. Van dat laatste bedrag was tachtig procent in effecten. Als koningin kreeg zij een jaarlijkse staatstoelage van 600.000 gulden, evenveel als haar vader vanaf 1849 ontving. Daarnaast kreeg zij jaarlijks 50.000 gulden voor onderhoud aan haar paleizen. De inkomsten uit haar kroondomeinen bedroegen jaarlijks tussen de 500.000 en 600.000 gulden. Wilhelmina betaalde alleen grondbelasting. De uitgaven aan het hofpersoneel kwamen in de jaren 1890-1898 ongeveer overeen met haar jaarinkomsten. In 1905 had Wilhelmina 181 personeelsleden. Tien jaar later waren er dat 205. In de vijf jaar voorafgaand aan 1909 moest Wilhelmina uit haar privévermogen meer dan 700.000 gulden toeleggen om in haar uitgaven te voorzien. Bij de grondwetswijziging in 1922 werd haar staatstoelage verdubbeld. In 1940 schatten de Duitsers haar privévermogen op zestien miljoen gulden. Daarvan nam ze voor drie miljoen gulden effecten mee naar Engeland.

## Eerste Wereldoorlog

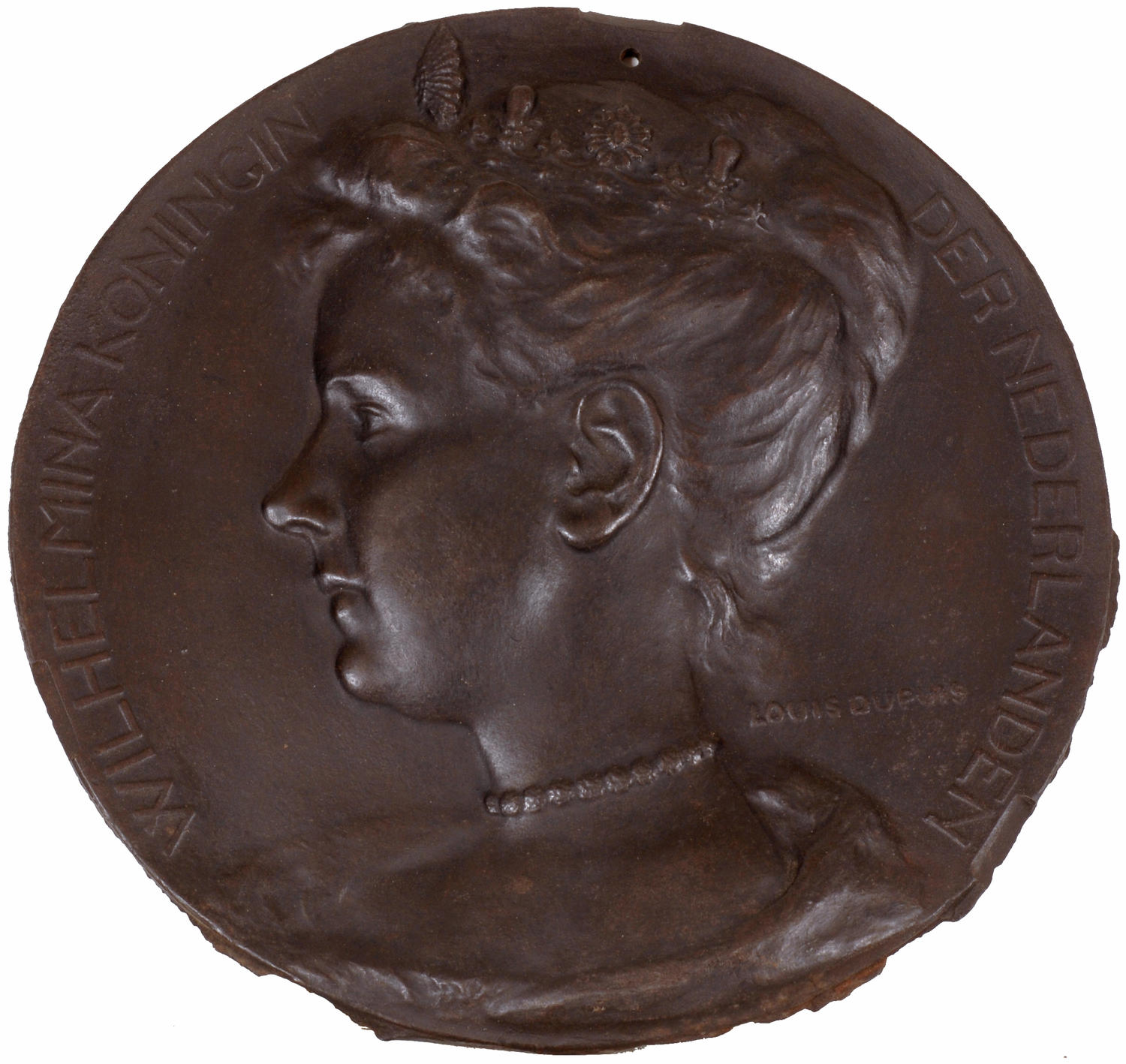
Medaille van Louis Dupuis met koningin Wilhelmina afgebeeld

Tijdens de Eerste Wereldoorlog was Nederland neutraal, maar de sympathie was in die tijd vooral gericht op Duitsland. Wilhelmina had dankzij haar moeder en man een uitgebreide Duitse familie. Ook het Britse optreden rond de eeuwwisseling in de Tweede Boerenoorlog lag nog vers in het geheugen.
Na een aantal incidenten, zoals het torpederen van een aantal Nederlandse schepen door de Duitsers en Duitse onderzeeërs die op de Nederlandse kust strandden, wist Wilhelmina dankzij haar contacten met de Duitse keizer de zaak te sussen. Er kwam een gemeenschappelijke commissie die moest bekijken hoe groot de wederzijdse schade was. De spanning liep verder op toen de Geallieerden Nederlandse schepen in beslag namen. Wilhelmina sprak van schepenroof. Om de Nederlandse eer hoog te houden werd besloten een konvooi koopvaardijschepen naar Nederlands-Indië onder begeleiding van oorlogsschepen te laten uitvaren. Toen de Britten de schepen wilden doorzoeken kon de regering niets anders doen dan toegeven. De minister van koloniën Jean Jacques Rambonnet trad af, uit onvrede over het kabinetsbesluit. Wilhelmina was woedend en liet haar afkeuring blijken.
De Duitsers verdachten Nederland van samenwerking met de geallieerden en eisten compensatie in de vorm van vrije doorgang door Limburg. Wilhelmina wist weer door haar persoonlijke contacten met de Duitse keizer de gemoederen te bedaren. Het compromis, alleen bouwmateriaal voor België maar niet voor de aanleg van loopgraven, leidde tot spanningen met de geallieerden.
Opperbevelhebber generaal Snijders moest de Nederlandse troepen verdelen om zowel een Engelse, Franse als een Duitse aanval te weerstaan. Hij wilde zich het liefst op één tegenstander concentreren en was daarom voorstander van een bondgenootschap met de Duitsers omdat Nederland naar zijn mening bij een Duitse aanval kansloos zou zijn. Voor de regering Cort van der Linden was dit aanleiding om Snijders te ontslaan en aan de neutraliteitspolitiek vast te houden. Wilhelmina stelde zich achter de opperbevelhebber op. Dat leidde tot een conflict met het kabinet en de minister van oorlog De Jonge. In een gesprek tussen Wilhelmina en De Jonge vielen wederzijds harde woorden. Snijders wilde zelf ontslag nemen, maar Wilhelmina vroeg hem in een persoonlijke brief om aan te blijven.
De verstandhouding tussen Wilhelmina en het kabinet was in 1918 op een dieptepunt beland. De situatie werd gered door het einde van de Eerste Wereldoorlog en door landelijke verkiezingen. Een nieuw kabinet, het kabinet-Ruijs de Beerenbrouck I loste in september 1918 dat van Cort van der Linden af. De nieuwe minister van Oorlog George August Alexander Alting von Geusau ontsloeg Snijders alsnog na de rellen in de Legerplaats Harskamp. Hij deelde het ontslag eerst aan de Tweede Kamer mee voordat Wilhelmina werd ingelicht.

### Spoorwegongeval bij Houten
Op 7 juni 1917 was Wilhelmina betrokken bij een treinongeval bij Houten op de spoorlijn tussen Houten en Schalkwijk. Hierbij vielen elf licht gewonden, elf rijtuigen ontspoorden en één kantelde; Wilhelmina bleef ongedeerd.

## Nasleep van de Eerste Wereldoorlog

Monogram van koningin Wilhelmina

Maatschappelijke onrust, aangemoedigd door het uiteenvallen van de Russische, Oostenrijks-Hongaarse en Duitse Rijken en de communistische revolutie in Rusland in 1917, stak kort na de Eerste Wereldoorlog ook in Nederland de kop op, die de socialistische leider Pieter Jelles Troelstra in november 1918 tot zijn 'historische vergissing' inspireerde: een oproep tot een socialistische revolutie. Een proclamatie door Wilhelmina kalmeerde de gemoederen toen ook de verschillen tussen extreem rijk en extreem arm iets werden aangepakt: ziekenhuizen, nieuwe woningen en beperking van de uitbuiting van de arbeiders. Wilhelmina ging nu ook meer een eigen invulling geven aan het koningschap. Zij wilde "contact met alle lagen van de bevolking in haar arbeid, voelen en denken". Het ceremonieel werd drastisch teruggebracht, maar de "gouden kooi" kon zij niet doorbreken.
Na de Eerste Wereldoorlog vroeg de Duitse keizer op 10 november 1918 politiek asiel. Het kabinet-Ruijs de Beerenbrouck I verleende hem dat, tegen de wil van de geallieerde mogendheden Frankrijk, Groot-Brittannië en vooral België. Wilhelmina vermeed elk contact met hem. Zij verweet hem gebrek aan leiderschap en het verlaten van zijn volk. De Duitse revolutie zou ook in Nederland natrillen, zoals zij zou ondervinden.
De historica Beatrice de Graaf toonde in 2018 aan dat Wilhelmina op eigen initiatief een belangrijke rol had gespeeld in de komst van de keizer naar Nederland en dat bij leven altijd verborgen heeft weten te houden voor het grote publiek. Deze vlucht bracht Nederland in een lastig parket, omdat het de Nederlandse neutraliteitspolitiek ten opzichte van de geallieerden te niet zou kunnen doen. Zij eisten uitlevering van de keizer. Bovendien zou België een weigering tot uitlevering kunnen aangrijpen om Zeeuws-Vlaanderen en delen van Limburg te annexeren.

## Koningin Wilhelmina tijdens het interbellum

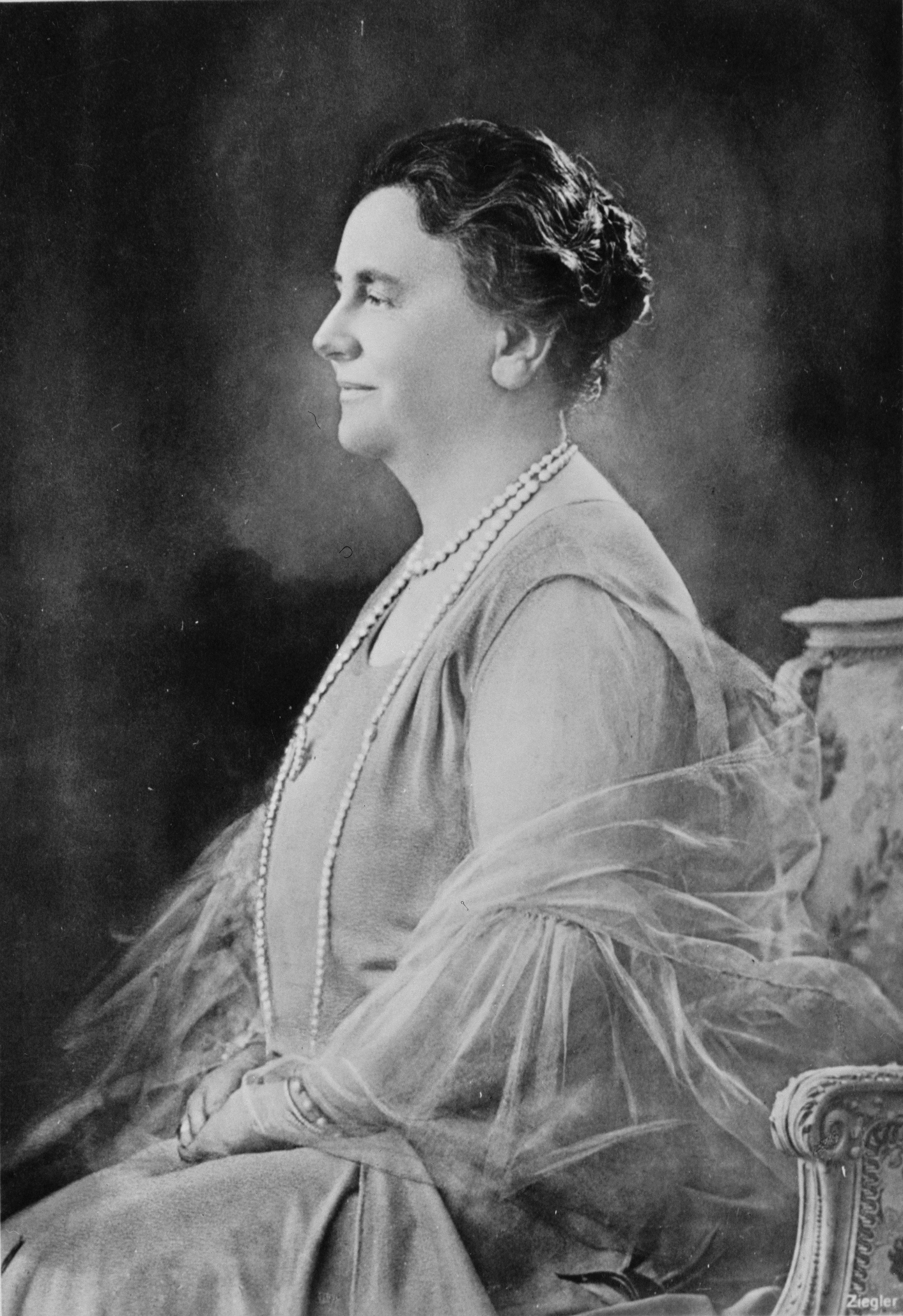
Wilhelmina in 1942.

Door de evenredige vertegenwoordiging die bij de grondwetswijzing van 1917 werd ingevoerd en de invoering van het vrouwenkiesrecht (passief kiesrecht in 1917, actief kiesrecht in 1919) ontstond er een electorale stabiele situatie waardoor de protestants-christelijke partijen in een gunstige middenpositie zaten. Tot ergernis van Wilhelmina was het parlement tegelijkertijd versplinterd en ontstond er met enige regelmaat een kabinetscrisis. Na de nodige consultatierondes vormden dezelfde partijen weer een kabinet.
Volgens Fasseur heeft het politiek geruzie in die periode bijgedragen aan Wilhelmina's afkeer van politieke partijen en ministers. Tegelijkertijd versterkte het geruzie haar positie. In een aantal gevallen werd ze gevraagd om in een conflict te bemiddelen. Tussen 1922 en 1939 moest er onder haar leiding tien keer een kabinet geformeerd worden, waarbij Wilhelmina als staatshoofd in het formatieproces aan de touwtjes trok. Zinde een voorgedragen minister of voorgenomen regeringsprogramma haar niet, dan maakte zij dat aan de formateur kenbaar.
Bij de kabinetscrisis van 1939, ontstaan door een in haar ogen onnodig conflict tussen Colijn en Romme, uitte ze haar ongenoegen tegen Colijn: U hebt toen (in 1937) 10 heren uitgezocht met wie u het nu niet meer kunt vinden; nu moet u andere heren zoeken. Wilhelmina probeerde vervolgens Colijn als minister-president van een koninklijk kabinet naar voren te schuiven, maar het kabinet-Colijn V werd in de Tweede Kamer weggestemd. Dirk Jan de Geer werd formateur. Met het kabinet-De Geer II aan het roer ging Nederland de Tweede Wereldoorlog in.
Wilhelmina leed onder de buitenechtelijke avonturen en de financiële praktijken van prins Hendrik, die met zijn positie van prins-gemaal binnen het Nederlandse constitutionele bestel niet goed raad wist. Vanaf het einde van Eerste Wereldoorlog leefden ze vrijwel gescheiden; door de volgzaamheid van de pers in die tijd bleef het volk grotendeels onkundig van Hendriks misstappen. Wilhelmina belastte de Haagse hoofdcommissaris Van 't Sant met de begeleiding van Hendrik.
Het overlijden van haar moeder en haar echtgenoot in 1934 maakten dat jaar moeilijk voor haar, niet alleen emotioneel, maar ook omdat het koningshuis toen nog maar uit twee personen bestond. Zij had het liefst willen aftreden omdat zij meende dat het volk een beetje op haar was uitgekeken en omdat zij zich onmachtig voelde het kabinetsbeleid bij te sturen. Zij wilde dit echter haar dochter Juliana niet aandoen voordat die haar eigen huwelijk geregeld had. Vanaf 1937 kreeg de monarchie de broodnodige personele versterking: Juliana trouwde met prins Bernhard van Lippe-Biesterfeld en in 1938 werd prinses Beatrix als Wilhelmina's eerste kleindochter en erfopvolger geboren; in 1939 volgde prinses Irene.
Samen met koning Leopold III van het nu ook neutrale België ontplooide zij enkele initiatieven voor het bewaren van de vrede in Europa, die niet mochten baten, maar wel de Nederlands-Belgische relaties hielpen verbeteren. In februari 1939 werd besloten tot de bouw van een centraal vluchtelingenkamp voor uit Duitsland gevluchte joden. Gekozen werd voor een locatie bij Elspeet. Koningin Wilhelmina verzette zich; zij vond de afstand van twaalf kilometer tot haar zomerverblijf Paleis Het Loo veel te weinig en ook de ANWB protesteerde hier tegen met het argument dat de Veluwe vrij begaanbaar moest blijven. Het kamp werd uiteindelijk bij Hooghalen gebouwd (Centraal Vluchtelingenkamp Westerbork).

## Tweede Wereldoorlog

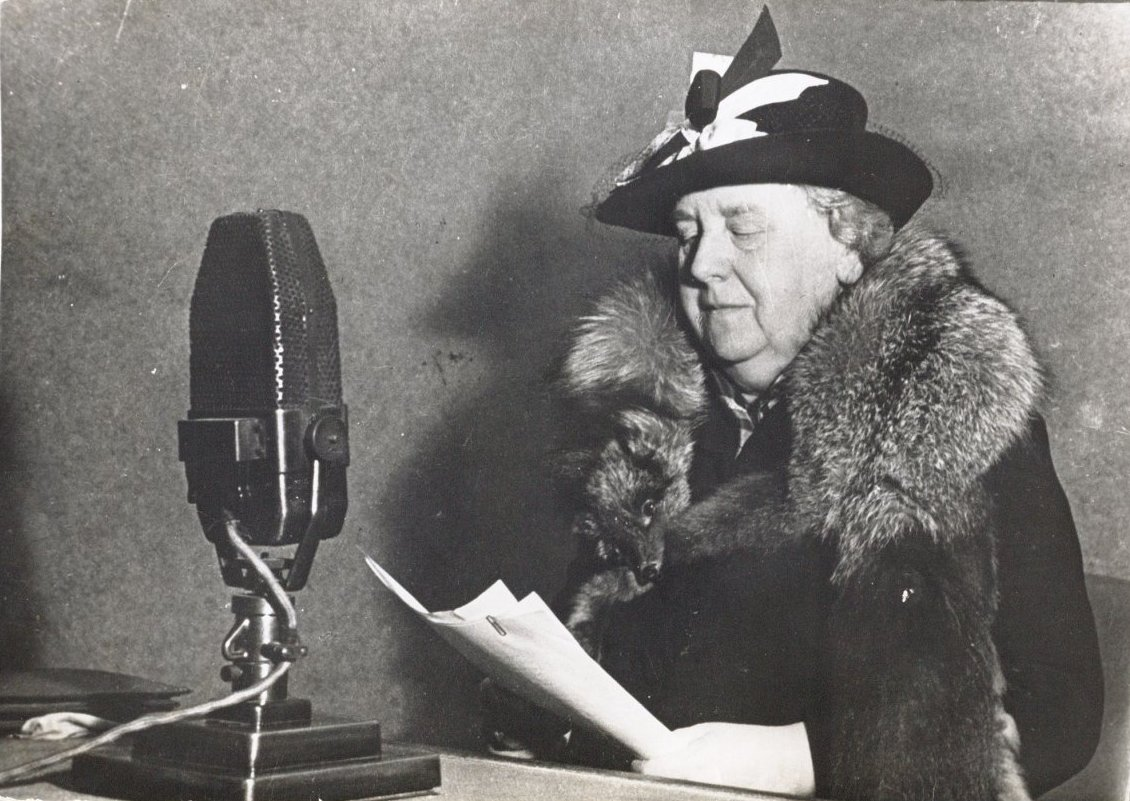
Koningin Wilhelmina spreekt tot het Nederlandse volk via Radio Oranje.

Op 10 mei 1940 viel Duitsland Nederland binnen. De voltallige koninklijke familie vluchtte enkele dagen later naar Londen. Ook koningin Wilhelmina week op advies van generaal Henri Winkelman uit. Naar eigen zeggen was haar aanvankelijke plan om met een Engelse torpedojager vanuit Den Haag naar Zeeland te varen en daar met haar troepen te strijden tot er hulp van de geallieerden kwam. Dit bleek niet haalbaar, waarna het schip uitweek naar Engeland. Juliana en de kinderen Beatrix en Irene reisden een maand later door naar Canada, teneinde de dynastie veilig te stellen.
In Londen verbleef zij samen met de Nederlandse ministerraad in ballingschap en zond radioboodschappen aan haar volk, via Radio Oranje. Adolf Hitler noemde zij de “aartsvijand van de mensheid”. In haar toespraken heeft zij één keer haar afkeuring betuigd over de Jodenvervolging die op dat moment gaande was in Nederland. Ondanks de hierop gestelde straf werden de uitzendingen in Nederland veel beluisterd. Gedurende de laatste jaren van de bezetting groeiden zij en de kleur oranje uit tot symbool van bevrijding. Zelf werd zij gedurende de oorlog bijna gedood door een Duitse bom, die dicht bij haar huis in South Mimms, net ten noorden van Londen, neerkwam. Een bewaker verloor daarbij het leven.
Terwijl haar dochter en kleinkinderen in Canada zaten, ontpopte haar schoonzoon Bernhard zich tot adjudant, die zich voor de strijdkrachten inzette, al mocht hij zich van zijn schoonmoeder niet in gevaar brengen. In de oorlog sprak zij over een politiek denkbeeld, de 'vernieuwing', wat voortkwam uit haar frustraties met het vooroorlogse politieke bestel. Dit is nooit helemaal uitgewerkt, maar de kernthema's waren als volgt: afschaffing van de zuilen, een nog grotere macht voor de Kroon en een eendrachtiger Nederland. Zij had menigmaal conflicten met haar ministers, die voorstanders waren van het vooroorlogse bestel. Zij meende echter dat het volk achter haar zou staan.

## Wederopbouw en troonsafstand

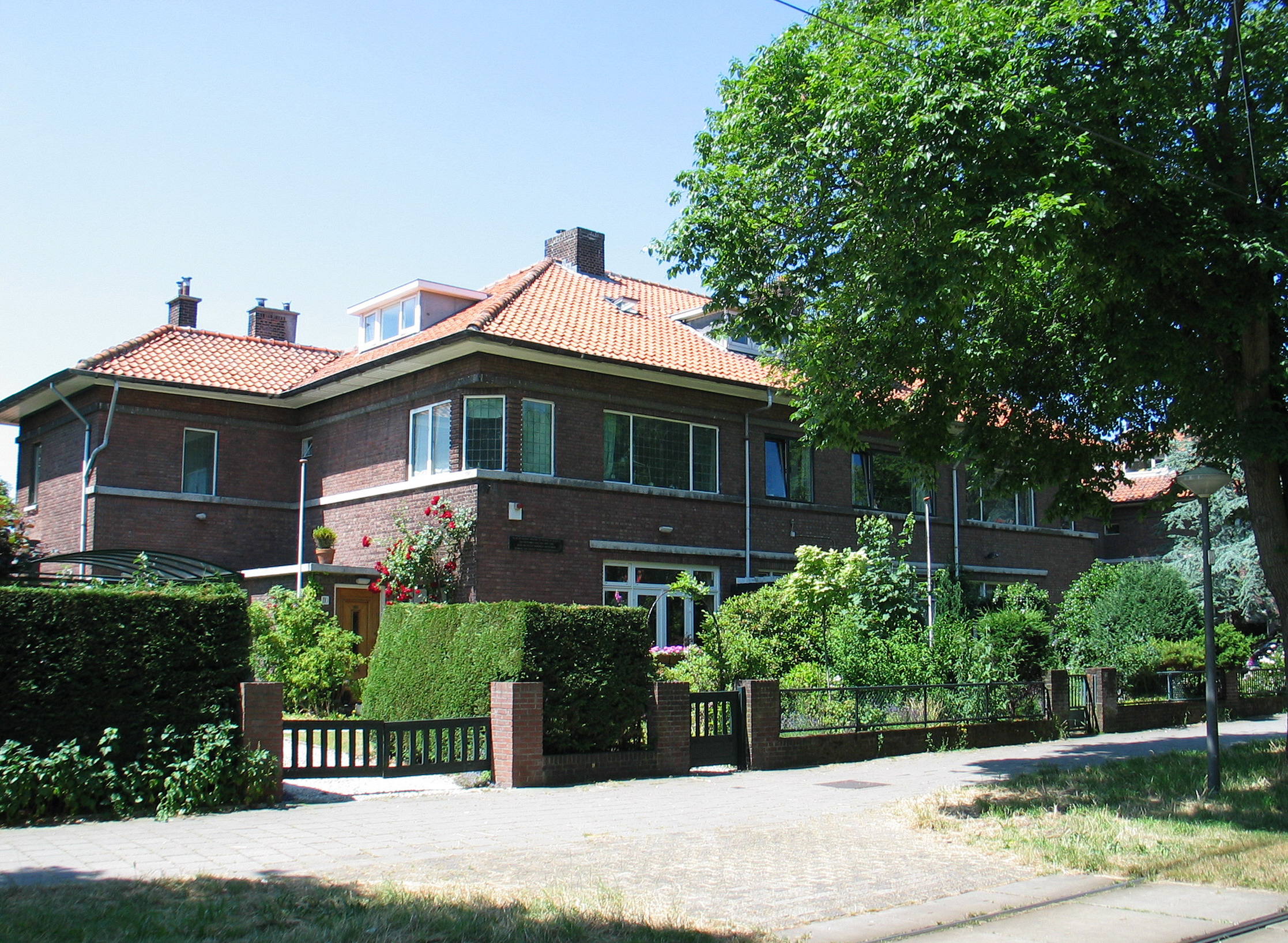
Woonhuis van Wilhelmina aan de Nieuwe Parklaan in Den Haag

Na haar terugkeer in Nederland verbleef Wilhelmina op landgoed Anneville bij Breda. Hier raadpleegde ze een aantal Nederlandse prominenten om een kabinet samen te stellen dat met de wederopbouw zou kunnen beginnen. Naar haar mening zouden mensen die zich in het verzet onderscheiden hadden met die taak belast moeten worden. Hoewel ze twijfelde of Drees wel vernieuwend genoeg was, vroeg ze aan Schermerhorn en Drees samen een nationaal kabinet voor herstel en vernieuwing te vormen. Dit leidde tot het kabinet-Schermerhorn-Drees. Volgens Drees was het aanstellen van twee formateurs een idee van Wilhelmina.
Zij gaf uit woede over het gebruik van Paleis Het Loo door de nazi's, opdracht dit paleis af te breken. Het gezonde verstand overwon echter. Uit medeleven met het Nederlandse volk heeft Wilhelmina na de Tweede Wereldoorlog (september 1945 – april 1946) tijdelijk in een burgerhuis gewoond aan de Nieuwe Parklaan in Den Haag. Verder bracht zij persoonlijke bezoeken door het hele land.

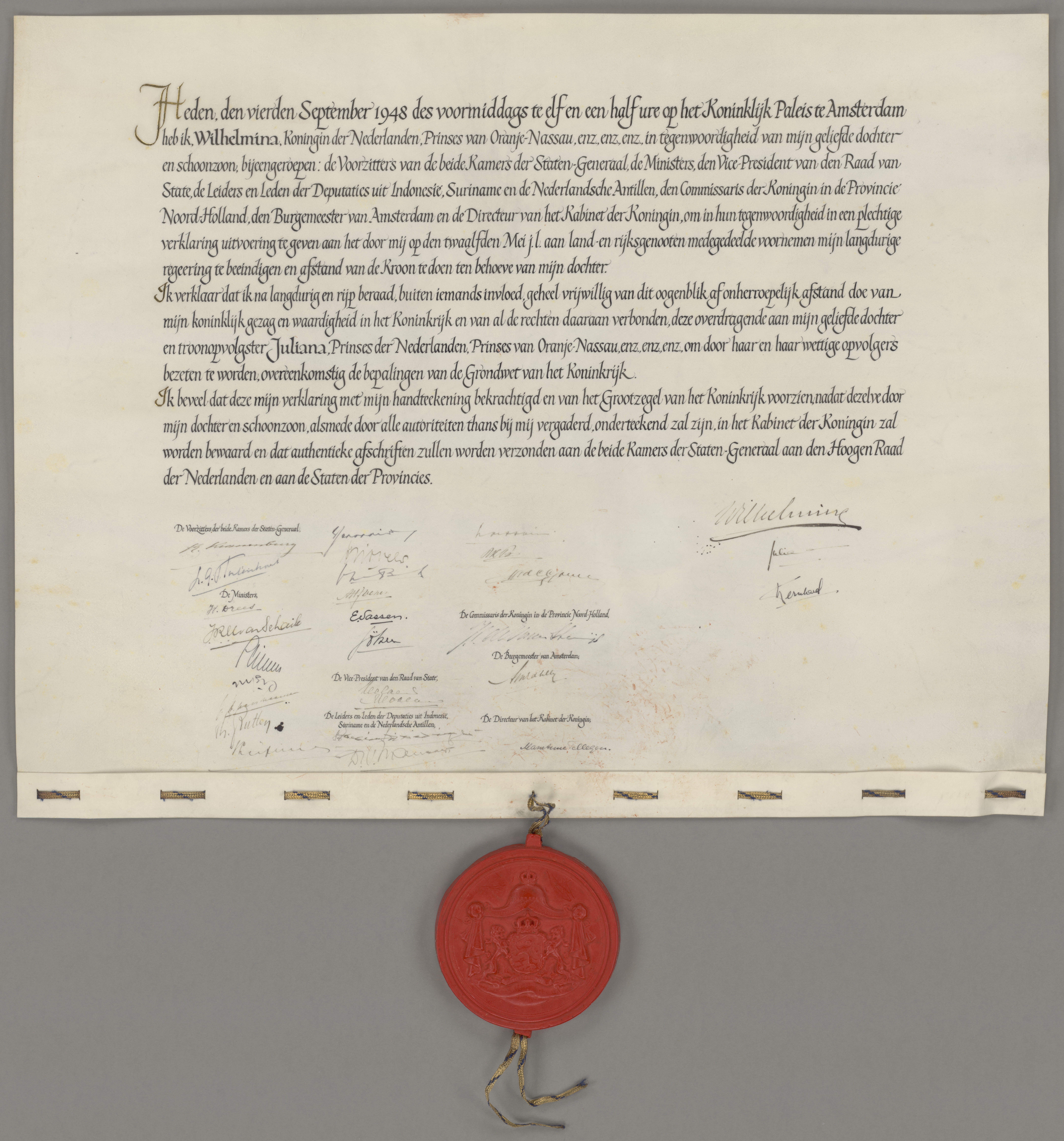
Akte van abdicatie van koningin Wilhelmina

Wilhelmina kreeg bij de landelijke verkiezingen van 1946 een teleurstelling te verwerken met betrekking tot de vernieuwing die haar voor ogen stond; de oude politieke partijen en hun zuilen kwamen terug. Wilhelmina had zich vergist, de Nederlanders wilden niets van haar vernieuwing weten. Ook haar gezondheid liet te wensen over; Juliana moest twee keer als regentes optreden (van 14 oktober 1947 tot 1 december 1947 en van 14 mei 1948 tot 30 augustus 1948). Op 12 mei 1948 kondigde Wilhelmina in een radiotoespraak haar abdicatie aan. Na een ambtsperiode van bijna 60 jaar deed zij op 4 september 1948 troonsafstand. Twee dagen later vond de inhuldiging van koningin Juliana plaats. Wilhelmina is de langst regerende vorst in de Nederlandse geschiedenis. Zij regeerde bij haar aftreden in 1948 meer dan een kwart van de periode dat het Koninkrijk der Nederlanden onder de Oranjes een constitutionele monarchie was.
Na haar abdicatie trok zij zich terug op Het Loo. Na haar aftreden nam de invloed van de Nederlandse monarchie op het beleid van de regering af, maar het Koninklijk Huis bleef populair.
Tijdens de watersnood van 1953 trad zij nog enkele malen in het openbaar op. Zij werkte tot op hoge leeftijd aan haar dynastieke belangen en zakelijke investeringen, waarbij zij onder andere contact had met de Amerikaanse familie Mellon en de Europese Rothschilds. Gedurende haar laatste levensjaren schreef zij haar autobiografie Eenzaam maar niet alleen.
Een van de laatste keren dat zij in het openbaar verscheen, was bij de achttiende verjaardag van haar kleindochter Beatrix in 1956.

## Overlijden

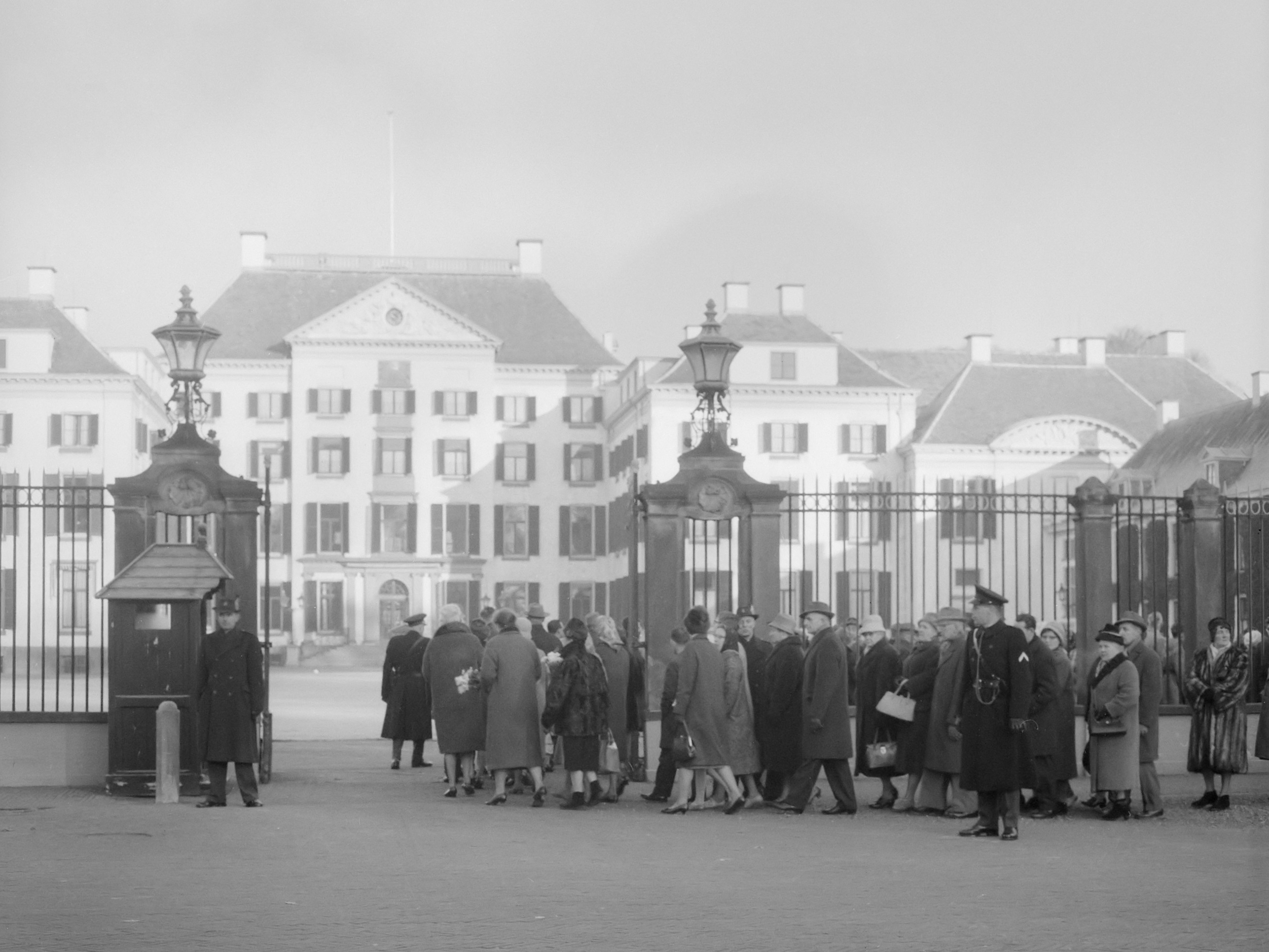
Paleis Het Loo, mensen bewijzen de laatste eer aan koningin Wilhelmina (30 november 1962).

De Rijksvoorlichtingsdienst liet op 22 november 1962 weten dat Wilhelmina's gezondheidstoestand iets achteruit was gegaan. “Reden voor onmiddellijke ongerustheid is er echter niet”, was het officiële commentaar. In de nacht van 27 op 28 november overleed zij in haar slaap in Paleis Het Loo aan de gevolgen van een hartaandoening. Zij werd 82 jaar. Direct na haar dood werd bekendgemaakt dat in de laatste weken van Wilhelmina's leven haar gezondheidstoestand veel ernstiger was geweest, dan naar buiten was gebracht. Wilhelmina werd opgebaard in de kapel van Het Loo. Buiten Het Loo trotseerde een lange rij mensen de kou om haar de laatste eer te bewijzen. Haar lichaam werd op 4 december overgebracht naar Paleis Lange Voorhout. Wilhelmina werd op 8 december bijgezet in de grafkelder van Oranje-Nassau in de Nieuwe Kerk in Delft. Conform haar wens, al vastgelegd in 1919, was wit de voorgeschreven kleding bij de begrafenis.

## Kwartierstaten van Wilhelmina en haar halfbroers
| Koning Frederik I van Württemberg (1754-1816) | Koning Frederik I van Württemberg (1754-1816) | Koning Frederik I van Württemberg (1754-1816) | Koning Frederik I van Württemberg (1754-1816) | Koning Frederik I van Württemberg (1754-1816) | Koning Frederik I van Württemberg (1754-1816) |                                             |                                             | Hertogin Augusta Caroline van Brunswijk (1764-1788) | Hertogin Augusta Caroline van Brunswijk (1764-1788) | Hertogin Augusta Caroline van Brunswijk (1764-1788) | Hertogin Augusta Caroline van Brunswijk (1764-1788) | Hertogin Augusta Caroline van Brunswijk (1764-1788)     | Hertogin Augusta Caroline van Brunswijk (1764-1788)     |                                                         |                                                         | Tsaar Paul I van Rusland (1754-1801)                    | Tsaar Paul I van Rusland (1754-1801)                    | Tsaar Paul I van Rusland (1754-1801) | Tsaar Paul I van Rusland (1754-1801) | Tsaar Paul I van Rusland (1754-1801) | Tsaar Paul I van Rusland (1754-1801) |  |  | Prinses Sophia Dorothea van Württemberg (1759-1828) | Prinses Sophia Dorothea van Württemberg (1759-1828) | Prinses Sophia Dorothea van Württemberg (1759-1828) | Prinses Sophia Dorothea van Württemberg (1759-1828) | Prinses Sophia Dorothea van Württemberg (1759-1828) | Prinses Sophia Dorothea van Württemberg (1759-1828) |                                                    |                                                    | Koning Willem I der Nederlanden (1772-1843)        | Koning Willem I der Nederlanden (1772-1843)        | Koning Willem I der Nederlanden (1772-1843)   | Koning Willem I der Nederlanden (1772-1843)   | Koning Willem I der Nederlanden (1772-1843)   | Koning Willem I der Nederlanden (1772-1843)   |                                              |                                              | Prinses Wilhelmina van Pruisen (1774-1837)   | Prinses Wilhelmina van Pruisen (1774-1837)   | Prinses Wilhelmina van Pruisen (1774-1837) | Prinses Wilhelmina van Pruisen (1774-1837) | Prinses Wilhelmina van Pruisen (1774-1837) | Prinses Wilhelmina van Pruisen (1774-1837) |  |  | George II van Waldeck-Pyrmont (1789-1845) | George II van Waldeck-Pyrmont (1789-1845) | George II van Waldeck-Pyrmont (1789-1845) | George II van Waldeck-Pyrmont (1789-1845) | George II van Waldeck-Pyrmont (1789-1845)     | George II van Waldeck-Pyrmont (1789-1845)     |                                               |                                               | Emma van Anhalt-Bernburg-Schaumburg-Hoym (1802-1858) | Emma van Anhalt-Bernburg-Schaumburg-Hoym (1802-1858) | Emma van Anhalt-Bernburg-Schaumburg-Hoym (1802-1858) | Emma van Anhalt-Bernburg-Schaumburg-Hoym (1802-1858) | Emma van Anhalt-Bernburg-Schaumburg-Hoym (1802-1858) | Emma van Anhalt-Bernburg-Schaumburg-Hoym (1802-1858) |  |  | Willem van Nassau (1792-1839) | Willem van Nassau (1792-1839) | Willem van Nassau (1792-1839) | Willem van Nassau (1792-1839) | Willem van Nassau (1792-1839) | Willem van Nassau (1792-1839) |                               |                               | Pauline van Württemberg (1810-1856) | Pauline van Württemberg (1810-1856) | Pauline van Württemberg (1810-1856) | Pauline van Württemberg (1810-1856) | Pauline van Württemberg (1810-1856) | Pauline van Württemberg (1810-1856) |
| Koning Frederik I van Württemberg (1754-1816) | Koning Frederik I van Württemberg (1754-1816) | Koning Frederik I van Württemberg (1754-1816) | Koning Frederik I van Württemberg (1754-1816) | Koning Frederik I van Württemberg (1754-1816) | Koning Frederik I van Württemberg (1754-1816) |                                             |                                             | Hertogin Augusta Caroline van Brunswijk (1764-1788) | Hertogin Augusta Caroline van Brunswijk (1764-1788) | Hertogin Augusta Caroline van Brunswijk (1764-1788) | Hertogin Augusta Caroline van Brunswijk (1764-1788) | Hertogin Augusta Caroline van Brunswijk (1764-1788)     | Hertogin Augusta Caroline van Brunswijk (1764-1788)     |                                                         |                                                         | Tsaar Paul I van Rusland (1754-1801)                    | Tsaar Paul I van Rusland (1754-1801)                    | Tsaar Paul I van Rusland (1754-1801) | Tsaar Paul I van Rusland (1754-1801) | Tsaar Paul I van Rusland (1754-1801) | Tsaar Paul I van Rusland (1754-1801) |  |  | Prinses Sophia Dorothea van Württemberg (1759-1828) | Prinses Sophia Dorothea van Württemberg (1759-1828) | Prinses Sophia Dorothea van Württemberg (1759-1828) | Prinses Sophia Dorothea van Württemberg (1759-1828) | Prinses Sophia Dorothea van Württemberg (1759-1828) | Prinses Sophia Dorothea van Württemberg (1759-1828) |                                                    |                                                    | Koning Willem I der Nederlanden (1772-1843)        | Koning Willem I der Nederlanden (1772-1843)        | Koning Willem I der Nederlanden (1772-1843)   | Koning Willem I der Nederlanden (1772-1843)   | Koning Willem I der Nederlanden (1772-1843)   | Koning Willem I der Nederlanden (1772-1843)   |                                              |                                              | Prinses Wilhelmina van Pruisen (1774-1837)   | Prinses Wilhelmina van Pruisen (1774-1837)   | Prinses Wilhelmina van Pruisen (1774-1837) | Prinses Wilhelmina van Pruisen (1774-1837) | Prinses Wilhelmina van Pruisen (1774-1837) | Prinses Wilhelmina van Pruisen (1774-1837) |  |  | George II van Waldeck-Pyrmont (1789-1845) | George II van Waldeck-Pyrmont (1789-1845) | George II van Waldeck-Pyrmont (1789-1845) | George II van Waldeck-Pyrmont (1789-1845) | George II van Waldeck-Pyrmont (1789-1845)     | George II van Waldeck-Pyrmont (1789-1845)     |                                               |                                               | Emma van Anhalt-Bernburg-Schaumburg-Hoym (1802-1858) | Emma van Anhalt-Bernburg-Schaumburg-Hoym (1802-1858) | Emma van Anhalt-Bernburg-Schaumburg-Hoym (1802-1858) | Emma van Anhalt-Bernburg-Schaumburg-Hoym (1802-1858) | Emma van Anhalt-Bernburg-Schaumburg-Hoym (1802-1858) | Emma van Anhalt-Bernburg-Schaumburg-Hoym (1802-1858) |  |  | Willem van Nassau (1792-1839) | Willem van Nassau (1792-1839) | Willem van Nassau (1792-1839) | Willem van Nassau (1792-1839) | Willem van Nassau (1792-1839) | Willem van Nassau (1792-1839) |                               |                               | Pauline van Württemberg (1810-1856) | Pauline van Württemberg (1810-1856) | Pauline van Württemberg (1810-1856) | Pauline van Württemberg (1810-1856) | Pauline van Württemberg (1810-1856) | Pauline van Württemberg (1810-1856) |
|                                               |                                               |                                               |                                               |                                               |                                               |                                             |                                             |                                                     |                                                     |                                                     |                                                     |                                                         |                                                         |                                                         |                                                         |                                                         |                                                         |                                      |                                      |                                      |                                      |  |  |                                                     |                                                     |                                                     |                                                     |                                                     |                                                     |                                                    |                                                    |                                                    |                                                    |                                               |                                               |                                               |                                               |                                              |                                              |                                              |                                              |                                            |                                            |                                            |                                            |  |  |                                           |                                           |                                           |                                           |                                               |                                               |                                               |                                               |                                                      |                                                      |                                                      |                                                      |                                                      |                                                      |  |  |                               |                               |                               |                               |                               |                               |                               |                               |                                     |                                     |                                     |                                     |                                     |                                     |
|                                               |                                               |                                               |                                               |                                               |                                               |                                             |                                             |                                                     |                                                     |                                                     |                                                     |                                                         |                                                         |                                                         |                                                         |                                                         |                                                         |                                      |                                      |                                      |                                      |  |  |                                                     |                                                     |                                                     |                                                     |                                                     |                                                     |                                                    |                                                    |                                                    |                                                    |                                               |                                               |                                               |                                               |                                              |                                              |                                              |                                              |                                            |                                            |                                            |                                            |  |  |                                           |                                           |                                           |                                           |                                               |                                               |                                               |                                               |                                                      |                                                      |                                                      |                                                      |                                                      |                                                      |  |  |                               |                               |                               |                               |                               |                               |                               |                               |                                     |                                     |                                     |                                     |                                     |                                     |
|                                               |                                               |                                               |                                               | Koning Willem I van Württemberg (1781-1864)   | Koning Willem I van Württemberg (1781-1864)   | Koning Willem I van Württemberg (1781-1864) | Koning Willem I van Württemberg (1781-1864) | Koning Willem I van Württemberg (1781-1864)         | Koning Willem I van Württemberg (1781-1864)         |                                                     |                                                     | Grootvorstin Catharina Paulowna van Rusland (1788-1819) | Grootvorstin Catharina Paulowna van Rusland (1788-1819) | Grootvorstin Catharina Paulowna van Rusland (1788-1819) | Grootvorstin Catharina Paulowna van Rusland (1788-1819) | Grootvorstin Catharina Paulowna van Rusland (1788-1819) | Grootvorstin Catharina Paulowna van Rusland (1788-1819) |                                      |                                      |                                      |                                      |  |  |                                                     |                                                     |                                                     |                                                     | Grootvorstin Anna Paulowna van Rusland (1795-1865)  | Grootvorstin Anna Paulowna van Rusland (1795-1865)  | Grootvorstin Anna Paulowna van Rusland (1795-1865) | Grootvorstin Anna Paulowna van Rusland (1795-1865) | Grootvorstin Anna Paulowna van Rusland (1795-1865) | Grootvorstin Anna Paulowna van Rusland (1795-1865) |                                               |                                               | Koning Willem II der Nederlanden (1792-1849)  | Koning Willem II der Nederlanden (1792-1849)  | Koning Willem II der Nederlanden (1792-1849) | Koning Willem II der Nederlanden (1792-1849) | Koning Willem II der Nederlanden (1792-1849) | Koning Willem II der Nederlanden (1792-1849) |                                            |                                            |                                            |                                            |  |  |                                           |                                           |                                           |                                           | George Victor van Waldeck-Pyrmont (1831-1893) | George Victor van Waldeck-Pyrmont (1831-1893) | George Victor van Waldeck-Pyrmont (1831-1893) | George Victor van Waldeck-Pyrmont (1831-1893) | George Victor van Waldeck-Pyrmont (1831-1893)        | George Victor van Waldeck-Pyrmont (1831-1893)        |                                                      |                                                      |                                                      |                                                      |  |  |                               |                               |                               |                               | Helena van Nassau (1831-1888) | Helena van Nassau (1831-1888) | Helena van Nassau (1831-1888) | Helena van Nassau (1831-1888) | Helena van Nassau (1831-1888)       | Helena van Nassau (1831-1888)       |                                     |                                     |                                     |                                     |
|                                               |                                               |                                               |                                               | Koning Willem I van Württemberg (1781-1864)   | Koning Willem I van Württemberg (1781-1864)   | Koning Willem I van Württemberg (1781-1864) | Koning Willem I van Württemberg (1781-1864) | Koning Willem I van Württemberg (1781-1864)         | Koning Willem I van Württemberg (1781-1864)         |                                                     |                                                     | Grootvorstin Catharina Paulowna van Rusland (1788-1819) | Grootvorstin Catharina Paulowna van Rusland (1788-1819) | Grootvorstin Catharina Paulowna van Rusland (1788-1819) | Grootvorstin Catharina Paulowna van Rusland (1788-1819) | Grootvorstin Catharina Paulowna van Rusland (1788-1819) | Grootvorstin Catharina Paulowna van Rusland (1788-1819) |                                      |                                      |                                      |                                      |  |  |                                                     |                                                     |                                                     |                                                     | Grootvorstin Anna Paulowna van Rusland (1795-1865)  | Grootvorstin Anna Paulowna van Rusland (1795-1865)  | Grootvorstin Anna Paulowna van Rusland (1795-1865) | Grootvorstin Anna Paulowna van Rusland (1795-1865) | Grootvorstin Anna Paulowna van Rusland (1795-1865) | Grootvorstin Anna Paulowna van Rusland (1795-1865) |                                               |                                               | Koning Willem II der Nederlanden (1792-1849)  | Koning Willem II der Nederlanden (1792-1849)  | Koning Willem II der Nederlanden (1792-1849) | Koning Willem II der Nederlanden (1792-1849) | Koning Willem II der Nederlanden (1792-1849) | Koning Willem II der Nederlanden (1792-1849) |                                            |                                            |                                            |                                            |  |  |                                           |                                           |                                           |                                           | George Victor van Waldeck-Pyrmont (1831-1893) | George Victor van Waldeck-Pyrmont (1831-1893) | George Victor van Waldeck-Pyrmont (1831-1893) | George Victor van Waldeck-Pyrmont (1831-1893) | George Victor van Waldeck-Pyrmont (1831-1893)        | George Victor van Waldeck-Pyrmont (1831-1893)        |                                                      |                                                      |                                                      |                                                      |  |  |                               |                               |                               |                               | Helena van Nassau (1831-1888) | Helena van Nassau (1831-1888) | Helena van Nassau (1831-1888) | Helena van Nassau (1831-1888) | Helena van Nassau (1831-1888)       | Helena van Nassau (1831-1888)       |                                     |                                     |                                     |                                     |
|                                               |                                               |                                               |                                               |                                               |                                               |                                             |                                             |                                                     |                                                     |                                                     |                                                     |                                                         |                                                         |                                                         |                                                         |                                                         |                                                         |                                      |                                      |                                      |                                      |  |  |                                                     |                                                     |                                                     |                                                     |                                                     |                                                     |                                                    |                                                    |                                                    |                                                    |                                               |                                               |                                               |                                               |                                              |                                              |                                              |                                              |                                            |                                            |                                            |                                            |  |  |                                           |                                           |                                           |                                           |                                               |                                               |                                               |                                               |                                                      |                                                      |                                                      |                                                      |                                                      |                                                      |  |  |                               |                               |                               |                               |                               |                               |                               |                               |                                     |                                     |                                     |                                     |                                     |                                     |
|                                               |                                               |                                               |                                               |                                               |                                               |                                             |                                             | Prinses Sophie van Wurtemberg (1818-1877)           | Prinses Sophie van Wurtemberg (1818-1877)           | Prinses Sophie van Wurtemberg (1818-1877)           | Prinses Sophie van Wurtemberg (1818-1877)           | Prinses Sophie van Wurtemberg (1818-1877)               | Prinses Sophie van Wurtemberg (1818-1877)               |                                                         |                                                         |                                                         |                                                         |                                      |                                      |                                      |                                      |  |  |                                                     |                                                     |                                                     |                                                     |                                                     |                                                     |                                                    |                                                    | Koning Willem III der Nederlanden (1817-1890)      | Koning Willem III der Nederlanden (1817-1890)      | Koning Willem III der Nederlanden (1817-1890) | Koning Willem III der Nederlanden (1817-1890) | Koning Willem III der Nederlanden (1817-1890) | Koning Willem III der Nederlanden (1817-1890) |                                              |                                              |                                              |                                              |                                            |                                            |                                            |                                            |  |  |                                           |                                           |                                           |                                           |                                               |                                               |                                               |                                               | Emma van Waldeck-Pyrmont (1858-1934)                 | Emma van Waldeck-Pyrmont (1858-1934)                 | Emma van Waldeck-Pyrmont (1858-1934)                 | Emma van Waldeck-Pyrmont (1858-1934)                 | Emma van Waldeck-Pyrmont (1858-1934)                 | Emma van Waldeck-Pyrmont (1858-1934)                 |  |  |                               |                               |                               |                               |                               |                               |                               |                               |                                     |                                     |                                     |                                     |                                     |                                     |
|                                               |                                               |                                               |                                               |                                               |                                               |                                             |                                             | Prinses Sophie van Wurtemberg (1818-1877)           | Prinses Sophie van Wurtemberg (1818-1877)           | Prinses Sophie van Wurtemberg (1818-1877)           | Prinses Sophie van Wurtemberg (1818-1877)           | Prinses Sophie van Wurtemberg (1818-1877)               | Prinses Sophie van Wurtemberg (1818-1877)               |                                                         |                                                         |                                                         |                                                         |                                      |                                      |                                      |                                      |  |  |                                                     |                                                     |                                                     |                                                     |                                                     |                                                     |                                                    |                                                    | Koning Willem III der Nederlanden (1817-1890)      | Koning Willem III der Nederlanden (1817-1890)      | Koning Willem III der Nederlanden (1817-1890) | Koning Willem III der Nederlanden (1817-1890) | Koning Willem III der Nederlanden (1817-1890) | Koning Willem III der Nederlanden (1817-1890) |                                              |                                              |                                              |                                              |                                            |                                            |                                            |                                            |  |  |                                           |                                           |                                           |                                           |                                               |                                               |                                               |                                               | Emma van Waldeck-Pyrmont (1858-1934)                 | Emma van Waldeck-Pyrmont (1858-1934)                 | Emma van Waldeck-Pyrmont (1858-1934)                 | Emma van Waldeck-Pyrmont (1858-1934)                 | Emma van Waldeck-Pyrmont (1858-1934)                 | Emma van Waldeck-Pyrmont (1858-1934)                 |  |  |                               |                               |                               |                               |                               |                               |                               |                               |                                     |                                     |                                     |                                     |                                     |                                     |
|                                               |                                               |                                               |                                               |                                               |                                               |                                             |                                             |                                                     |                                                     |                                                     |                                                     |                                                         |                                                         |                                                         |                                                         |                                                         |                                                         |                                      |                                      |                                      |                                      |  |  |                                                     |                                                     |                                                     |                                                     |                                                     |                                                     |                                                    |                                                    |                                                    |                                                    |                                               |                                               |                                               |                                               |                                              |                                              |                                              |                                              |                                            |                                            |                                            |                                            |  |  |                                           |                                           |                                           |                                           |                                               |                                               |                                               |                                               |                                                      |                                                      |                                                      |                                                      |                                                      |                                                      |  |  |                               |                               |                               |                               |                               |                               |                               |                               |                                     |                                     |                                     |                                     |                                     |                                     |
|                                               |                                               |                                               |                                               |                                               |                                               |                                             |                                             |                                                     |                                                     |                                                     |                                                     |                                                         |                                                         |                                                         |                                                         |                                                         |                                                         |                                      |                                      |                                      |                                      |  |  |                                                     |                                                     |                                                     |                                                     |                                                     |                                                     |                                                    |                                                    |                                                    |                                                    |                                               |                                               |                                               |                                               |                                              |                                              |                                              |                                              |                                            |                                            |                                            |                                            |  |  |                                           |                                           |                                           |                                           |                                               |                                               |                                               |                                               |                                                      |                                                      |                                                      |                                                      |                                                      |                                                      |  |  |                               |                               |                               |                               |                               |                               |                               |                               |                                     |                                     |                                     |                                     |                                     |                                     |
|                                               |                                               |                                               |                                               |                                               |                                               |                                             |                                             |                                                     |                                                     |                                                     |                                                     |                                                         |                                                         |                                                         |                                                         | Willem (1840-1879)                                      | Willem (1840-1879)                                      | Willem (1840-1879)                   | Willem (1840-1879)                   | Willem (1840-1879)                   | Willem (1840-1879)                   |  |  | Maurits (1843-1850)                                 | Maurits (1843-1850)                                 | Maurits (1843-1850)                                 | Maurits (1843-1850)                                 | Maurits (1843-1850)                                 | Maurits (1843-1850)                                 |                                                    |                                                    | Alexander (1851-1884)                              | Alexander (1851-1884)                              | Alexander (1851-1884)                         | Alexander (1851-1884)                         | Alexander (1851-1884)                         | Alexander (1851-1884)                         |                                              |                                              | Wilhelmina der Nederlanden (1880-1962)       | Wilhelmina der Nederlanden (1880-1962)       | Wilhelmina der Nederlanden (1880-1962)     | Wilhelmina der Nederlanden (1880-1962)     | Wilhelmina der Nederlanden (1880-1962)     | Wilhelmina der Nederlanden (1880-1962)     |  |  |                                           |                                           |                                           |                                           |                                               |                                               |                                               |                                               |                                                      |                                                      |                                                      |                                                      |                                                      |                                                      |  |  |                               |                               |                               |                               |                               |                               |                               |                               |                                     |                                     |                                     |                                     |                                     |                                     |

## Geruchten over vader
Tien jaar na de geboorte van Wilhelmina publiceerde Louis M. Hermans in het blad De Roode Duivel een vers: Wie is papa? Het vers leidde tot geruchten dat koning Willem III niet de vader van Wilhelmina zou zijn. In het geruchtencircuit werd gewezen naar Sebastiaan Mattheus Sigismund de Ranitz. Hoewel er geen concrete aanwijzingen zijn, bleken de geruchten hardnekkig.

## Foto's

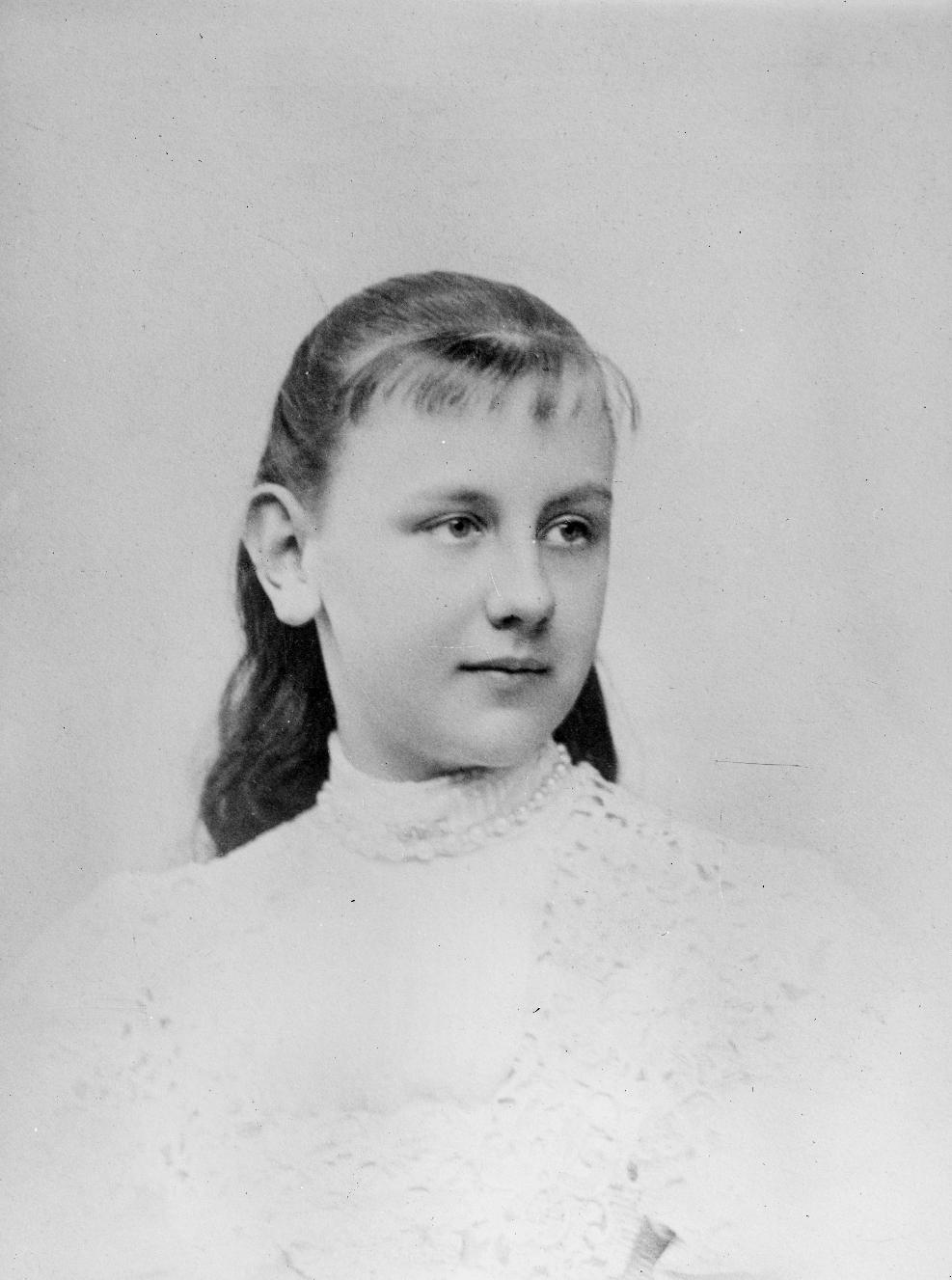
Wilhelmina in de jaren negentig van de negentiende eeuw
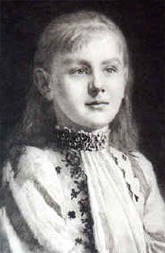
Prinses Wilhelmina
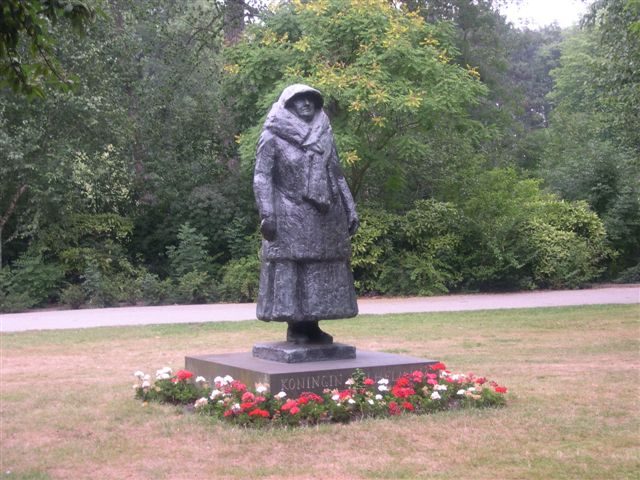
Standbeeld Wilhelmina op latere leeftijd (Wilhelminapark, te Utrecht)
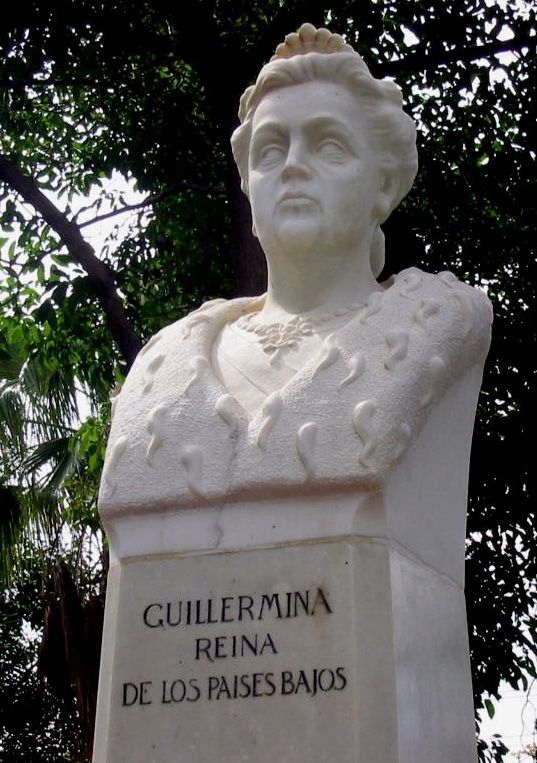
Borstbeeld van koningin Wilhelmina, Maracaibo, Venezuela